# 索帕奇夫
51°24′57″N 25°55′42″E / 51.41583°N 25.92833°E
索帕奇夫（烏克蘭語：Сопачів），是烏克蘭西北部的村莊，隸屬里夫內州的瓦拉什區。該村處於斯特雷河畔，始建於1629年，面積52.16平方公里，海拔高度158米，人口1,000。